# Chococtenus
Genre
Chococtenus est un genre d'araignées aranéomorphes de la famille des Ctenidae.

## Distribution
Les espèces de ce genre se rencontrent en Équateur et en Colombie.

## Liste des espèces
Selon World Spider Catalog (version 17.0, 24/05/2016) :
- Chococtenus acanthoctenoides (Schmidt, 1956)
- Chococtenus cappuccino Dupérré, 2015
- Chococtenus cuchilla Dupérré, 2015
- Chococtenus duendecito Dupérré, 2015
- Chococtenus fantasma Dupérré, 2015
- Chococtenus kashakara Dupérré, 2015
- Chococtenus lasdamas Dupérré, 2015
- Chococtenus luchoi Dupérré, 2015
- Chococtenus miserabilis (Strand, 1916)
- Chococtenus neblina Dupérré, 2015
- Chococtenus otonga Dupérré, 2015
- Chococtenus otongachi Dupérré, 2015
- Chococtenus piemontana Dupérré, 2015
- Chococtenus suffuscus Dupérré, 2015
- Chococtenus waitti Dupérré, 2015

## Publication originale
- Dupérré, 2015 : Description of a new genus and thirteen new species of Ctenidae (Araneae, Ctenidae) from the Chocó region of Ecuador. Zootaxa, no 4028(4), p. 451-484.